# Ralf-Rainer Wasse
Ralf-Rainer Wasse (* 24. Oktober 1942 in Nobitz; † 1. Februar 2017) war ein deutscher Fotograf und Fotografiker sowie inoffizieller Mitarbeiter der DDR-Staatssicherheit. Seiner Tätigkeit als IM, ermöglichte eine subtile Zensur der Künstlergruppe Clara Mosch durch ständige Überwachung, Informationsbeschaffung und "Zersetzungsmaßnahmen" der Stasi, die darauf abzielten, die Gruppe von innen zu schwächen und zu kontrollieren. 

## Leben und Werk
Wasse absolvierte ab 1957 eine Lehre als Hauer und arbeitete bis 1965 in seinem Beruf. Von 1965 bis 1968 studierte er an der Bergakademie Freiberg und von 1968 bis 1973 an der Hochschule für Grafik und Buchkunst Leipzig. Von 1973 bis 1975 arbeitete er im Bezirkskabinett für Kulturarbeit Karl-Marx-Stadt. Danach war er freischaffend tätig, von 1976 bis 1981 auch als Fachdozent in der Bezirkskulturakademie. Er leitete dort die Spezialschule für Leiter des Künstlerischen Volksschaffens Fachrichtung Fotografie. Zu seinen Schülern gehörte Kurt Buchwald.
Wasse ließ sich vom Ministerium für Staatssicherheit (MfS) als Inoffizieller Mitarbeiter (IM) anwerben, das ihn unter dem Decknamen Frank Körner führte. Wasse war für das Ministerium für Staatssicherheit die wichtigste Informationsquelle bei der Überwachung der Künstlergruppe Clara Mosch, deren assoziiertes Mitglied er war. Wasse beteiligte sich an künstlerischen Projekten und Aktionen der Clara Mosch, unter anderem 1975 am Künstlerfilm Pleinair Ahrenshoop, 1980 bis 1982 am Harlaß-Projekt und 1983 am Pleinair Gager und wirkte an Künstler-Mappen mit. Zwischen 1975 und 1986 fotografierte Wasse in künstlerisch anspruchsvoller Weise alle Aktivitäten der Clara Mosch. Über die Gruppe verfasste Wasse Berichte und überreichte diese mitsamt den erstellten Fotografien an das MfS. Er wurde dafür großzügig entlohnt und dürfte einer der bestbezahlten IM gewesen sein.
Wasse hat 1992 Chemnitz verlassen und ging an die Ostsee bei Kiel.

## Rezension
„Wasse hat eine eigenständige Handschrift von außergewöhnlicher Schlichtheit gefunden . . . Seine Bilder sind zum kontinuierlich gewachsenen Ausdrucksmittel gereift und sprechen eine subtile künstlerische Sprache von eindringlich befragender Konsequenz.“
Betreffend der Künstlergruppe Clara Mosch sei Wasse „der wichtigste Dokumentarist der Gruppe, er schafft ein höchst eigenständiges Oeuvre, das einen wesentlichen Beitrag zur künstlerischen Fotografie in der DDR darstellt.“

## Öffentliche Sammlungen mit Fotografien Wasses (mutmaßlich unvollständig)
- Altenburg/Thür.: Lindenau-Museum[8]
- Berlin: Berlinische Galerie
- Berlin: Stiftung Kunstforum der Berliner Volksbank
- Chemnitz: Carlfriedrich-Claus-Archiv der Kunstsammlungen Chemnitz

## Ausstellungen (unvollständig)

### Personalausstellungen in der Zeit der DDR
- 1980: Adelsberg, Galerie Clara Mosch
- 1983: Altenburg/Thür., Lindenau-Museum (mit Gregor-Torsten Kozik)
- 1985: Karl-Marx-Stadt, Galerie Oben
- 1985: Berlin, Werkstatt für Fotografie in der Volkshochschule Kreuzberg („DDRFOTO : Wolfgang Gregor, Ralf Rainer Wasse, Christian Borchert, Rudolf Schäfer, Thomas Florschuetz, Ulrich Wüst, Gundula Schulze“)
- 1986: Dresden, Neue Dresdener Galerie (mit Thomas Ranft)

### Ausstellung von Fotografien Wasses nach der deutschen Wiedervereinigung
- 2020: Chemnitz, Kunstsammlungen Chemnitz („Clara Mosch und Ralf-Rainer Wasse, Aktion und Fotografie“)
- 2023: Berlin, Kunstverein Ost („CLARA MOSCH und frühe Kunstaktionen in der DDR“)

### Teilnahme an zentralen und wichtigen regionalen Ausstellungen in der DDR
- 1982/1983 und 1987/1988: Dresden, IX. und X. Kunstausstellung der DDR
- 1984/1985 Karl-Marx-Stadt, Städtisches Museum am Theaterplatz
- („Retrospektive 1945 – 1984. Bildende Kunst im Bezirk Karl-Marx-Stadt“)
- 1985: Karl-Marx-Stadt, Bezirkskunstausstellung
- 1986: Magdeburg, Kloster Unser Lieben Frauen („Grafik in den Kämpfen unserer Tage“)